# Ilok (miasto)
Ilok – miasto w Chorwacji, w żupanii vukowarsko-srijemskiej, siedziba miasta Ilok. W 2011 roku liczył 5072 mieszkańców.